# Ancient (groupe)
Pour les articles homonymes, voir Ancient.
Ancient est un groupe de black metal norvégien, originaire de Bergen. Formé en 1992, le groupe compte au total six albums studio publiés au label Metal Blade Records, et plusieurs mini-albums et EPs.

## Biographie
Le groupe est fondé en 1992. Il s'agit à la base du projet solo du guitariste Aphazel, mais il est rapidement rejoint par Grimm, le chanteur/batteur du groupe. Ils sortent l'année suivante la démo Eerily Howling Winds, puis l'EP Det Glemte Riket en 1994. Ils signeront ensuite un contrat avec le label Listenable Records, où ils publieront leur premier album, Svartalvheim.
En 1995, Grimm quitte le groupe, peu après la sortie de l'EP Trolltaar. Aphazel rencontre ensuite Lord Kaiaphas du groupe Grand Belial's Key, qui deviendra le nouveau chanteur et batteur du groupe. La nouvelle formation change alors de label et signe un contrat avec Metal Blade Records, ce qui leur vaudra des accusations de vouloir prendre une voie commerciale, étant donné l'importance du label. Deux nouveaux musiciens s'ajoutent ensuite à la formation : la claviériste Kimberly Goss et Kjetil, qui deviendra le batteur du groupe. Ils enregistrent alors l'album The Cainian Chronicle,, puis embarquent pour une tournée à travers l'Europe. En 1997, Goss est remplacée par Erichte, Kjetil quitte le groupe. Le nouveau claviériste de Ancient est Jesus Christ. Avec cette nouvelle formation, Ancient entre en studios pour enregistrer Mad Grandiose Bloodfiends. Après une tournée internationale, Aphazel rencontre Deadly Kristin, qui deviendra la nouvelle vocaliste de la formation.
En 1999 sort The Halls of Eternity, avec Aphazel en tant que chanteur. Le groupe repart ensuite en tournée, en passant par la Scandinavie, puis jouent au festival Wacken Open Air le 5 août 2000. Pendant le mois d'octobre de l'année 2001, le groupe publie son cinquième album studio, Proxima Centauri. Le groupe repart ensuite en tournée pour la promotion de leur album, en passant par le Mexique, l'Europe de l'Est et en Israël, il s'agit d'un des premiers groupes de Black metal à jouer un concert dans ce pays la. À la fin de la tournée, Deadly Kristin prend la décision de quitter le groupe.
En 2004, Ancient publie un sixième album studio, Night Visit. Cette sortie est suivie d'une tournée européenne. Cette tournée est appelée Night VisiTour, organisée avec les groupes Illdisposed et Final Breath. À la suite de cela, le groupe cesse quasiment toute activité, jusqu'à l'arrivée en 2009 du batteur Nicholas Barker. Son arrivée dans le groupe est suivie d'une série de concerts.
À la fin de 2015, le groupe annonce son septième album, Back to the Land of the Dead, pour courant 2016,. Ils l'annoncent finalement pour le 16 septembre 2016 au label Soulseller Records.

## Membres

### Membres actuels
- Aphazel – guitare (depuis 1992), chant (depuis 1998), basse (1992–1998), batterie (1992–1993), clavier (1993–1998)
- Dhilorz – basse (depuis 1999)
- Jesus Christ! – clavier (depuis 1997), guitare (1997–1998), basse (1997–1998), piano (1997–1998)
- Nicholas Barker – batterie (depuis 2009)

### Anciens membres
- Grimm – chant, batterie (1993–1995)
- Kimberly Goss – chant féminin (1995–1997), clavier (1997)
- Deadly Kristin – chant féminin (1998–2003)
- Lord Kaiaphas – chant (1995–1999), batterie (1995–1998)
- Kjetil – batterie (1995–1997)
- Erichte – chant féminin (1998)
- Lazarus – claviers (1998)
- Krigse – batterie (1998–2000)
- Scorpios – basse (1998–1999)
- GroM - batterie (2000–2005)

## Discographie

### Albums studio
- 1994 : Svartalvheim
- 1996 : The Cainian Chronicle
- 1997 : Mad Grandiose Bloodfiends
- 1999 : The Halls of Eternity
- 2001 : Proxima Centauri]
- 2004 : Night Visit
- 2016 : Back To The Land Of The Dead

### Autres productions
- 1993 : Eerily Howling Winds - démo
- 1994 : Det Glemte Riket - EP
- 1994 : Trolltaar - EP
- 1999 : Det Glemte Riket - compilation
- 2001 : God Loves the Dead - compilation
- 2005 : Eerily Howling Winds - The Antediluvian Tapes - compilation